# Nemopistha remipennis
Nemopistha remipennis is een insect uit de familie van de Nemopteridae, die tot de orde netvleugeligen (Neuroptera) behoort. 
Nemopistha remipennis is voor het eerst wetenschappelijk beschreven door Kolbe in 1900.